# Eleutherodactylus nivicolimae
Eleutherodactylus nivicolimae es una especie de anfibio anuro de la familia Eleutherodactylidae.

## Distribución geográfica
Esta especie es endémica de México. Habita en los estados de Colima y Jalisco entre los 600 y 2400 m de altitud en el Nevado de Colima.

## Publicación original
- Dixon & Webb, 1966 : A new Syrrhophus from Mexico (Amphibia: Leptodactylidae). Contributions to Science, vol. 102, p. 1-5.[5]